# Torre Barona
La torre Barona, también conocida como torre del Baró, o simplemente La Barona, es una torre fortificada circular situada en el municipio de Castelldefels, Barcelona. Fue construida en el año 1583 y está documentada como la torre de la Guarda del Mar. Se empleaba con fines defensivos, inicialmente, advirtiendo a la población costera de la presencia de naves enemigas y, más tarde, al dotar a la torre de artillería defendiéndola de las naves enemigas. Fue construida por orden de Hugo Joan Fivaller March y de Palou, quien se convertiría en el señor al que se conocería posteriormente la baronía de Eramprunyá.
La edificación consiste en una torre cilíndrica de tres plantas con paredes de mampostería de más de un metro de espesor. La planta baja y primer piso consisten en una única sala de estar; la planta superior estaba medio cubierta y era desde donde los centinelas hacían las vigías, y en caso de ataque, hacían señales de humo y fuego, respectivamente. La torre disponía de una escalera exterior de piedra rojiza de más de 60 peldaños estrechos y sin barandilla por donde se accedía a la primera planta tras superar un puente levadizo, actualmente y debido a las reformas posteriores, quedan unos 44 escalones y se ha añadido una barandilla.
En la actualidad está integrada dentro del recinto ajardinado del Hotel Don Jaime del grupo Soteras.